# Ligusterkrigeren
|  | Denne artikel er oprettet af botten PalnaBot ud fra en ekstern database. Den kan derfor have sproglige fejl eller mangler. Denne skabelon kan fjernes efter kontrol af indholdet. |

Ligusterkrigeren er en kortfilm instrueret af Jesper W. Nielsen efter manuskript af Jesper W. Nielsen.

## Handling
Et eller andet sted i en storbys forstæder leger et barn samurai, og legen går godt. Meget godt. Indtil en mand begynder at lege med. Så forvandles legen og bliver til en virkelighed i hvilken, de agerende fortabes. En foruroligende lille film, der - næsten uden ord - fortæller en kompleks historie om følelsernes vildveje.